# 헤이그 레지덴티 관현악단
헤이그 레지덴티 관현악단(네덜란드어: Haag Residentie Orkest)은 네덜란드 헤이그를 기반으로 한 오케스트라이다. 문자 그대로의 뜻은 거주지 오케스트라이며 영어인 '헤이그 필하모닉'(영어: The Hague Philharmonic)으로 불리기도 한다.

## 역사
1904년에 헨리 피요차(Henri Viotta)에 의해 창립되었고 초기에는 위트레흐트에 위치한 K&W를 기반으로 삼았다. 1911년 리하르트 슈트라우스 페스티벌에서 슈트라우스 본인의 지휘로 그의 작품을 연주했으며 최초로 명성을 날렸다. 얼마 지나지 않아 이고리 스트라빈스키, 막스 레거, 모리스 라벨과 같은 작곡가들의 관심대상이 되었다.

1964년의 K&W 화재 이후로는 일정한 거점 없이 도시 곳곳을 떠돌며 공연을 펼쳤다.